# حكومة جمهورية كوريا المؤقتة
الحكومة المؤقتة لجمهورية كوريا (بالكورية: 대한민국 임시 정부) هي حكومة كورية منفية استمرت خلال الفترة الممتدة من عام 1919 حتى عام 1948. حظيت الحكومة باعتراف جزئي وكان مقرها في مدينة شانغهاي الصينية، ولاحقًا في في تشونغتشنغ، كانت نشطة إبَّان الحكم الاستعماري الياباني لكوريا.
في 11 أبريل 1919، سُنّ دستور مؤقت لجمهورية ديمقراطية تسمى «جمهورية كوريا». أدخل الدستور نظامًا رئاسيًا وثلاثة فروع (تشريعية وإدارية وقضائية) للحكومة. ورثت الحكومة المؤقتة لجمهورية كوريا أراضي الإمبراطورية الكورية القديمة. دُعمت المقاومة الكورية بنشاط حركات الاستقلال في ظل الحكومة المؤقتة، وتلقت دعمًا اقتصاديًا وعسكريًا من حزب الكومينتانغ في الصين، ومن الاتحاد السوفيتي وفرنسا.
بعد استسلام اليابان في 15 أغسطس 1945، عادت شخصيات أمثال كيم غو. في 15 أغسطس 1948، حُلّت الجمهورية المؤقتة لحكومة كوريا. أصبح سنغمان ري، الذي كان أول رئيس للحكومة المؤقتة لجمهورية كوريا، أول رئيس للجمهورية الكورية في عام 1948. تزعم حكومة كوريا الجنوبية الحالية من خلال الدستور المعدل لعام 1987 أن هناك استمرارية بين الحكومة المؤقتة لجمهورية كوريا ودولة كوريا الجنوبية الحالية، على الرغم من أن هذا قد انتُقد من قِبل بعض المؤرخين كونه يشكل تنقيحًا تشكيكًا.
حُفظت مواقع الحكومة المؤقتة لجمهورية كوريا في شنغهاي وتشونغتشنغ كمتاحف.

## نظرة عامة
تشكلت الحكومة في 13 أبريل 1919، بعد مدة وجيزة من حركة الأول من مارس في ذات العام خلال حكم الإمبراطورية اليابانية الاستعماري لشبه الجزيرة الكورية. تضمن الأعضاء الأساسيون في هذه المؤسسة آن تشانغلو وسنغمان ري، وكان كلاهما قائدين لمنظمة التعاون الوطني الكوري في ذلك الوقت. لعب تشانغلو دورًا مهمًا في جعل شنغهاي مركز إطلاق الحركة واستمراريتها في القيام بعملياتها. وبصفته رئيس الوزراء بالنيابة، ساعد في إعادة تنظيم الحكومة من نظام الحكومة البرلمانية إلى النظام الرئاسي.
قاومت الحكومة الحكم الاستعماري لكوريا، والذي امتد من عام 1910 وحتى 1945. نُظّمت المقاومة المسلحة ضد الجيش الإمبراطوري الياباني خلال العشرينيات والثلاثينيات من القرن العشرين، شملت معركة قرية بونو في يونيو 1920 ومعركة تشنغشالني في أكتوبر 1920، والهجوم على القيادة العسكرية اليابانية في حديقة هونغكو في شنغهاي في أبريل 1932.
بلغ هذا الصراع أوجه بتشكيل فيلق المتطوعين الكوريين عام 1938، وجيش التحرير الكوري عام 1940، الذي جمع كل جماعات المقاومة الكورية في المنفى.

### الحرب العالمية الثانية
أعلنت الحكومة في ذلك الحين الحرب ضد قوات المحور، اليابان وألمانيا، في 9 ديسمبر 1941، وشارك جيش التحرير في عمليات الحلفاء في الصين وأجزاء من جنوب شرق آسيا. تكللت هذه الجهود بضمان تحرير شبه الجزيرة الكورية من الصين والولايات المتحدة والمملكة المتحدة في مؤتمر القاهرة وأعُيد تأكيده من قِبل اتحاد الجمهوريات الاشتراكية السوفيتية والولايات المتحدة والمملكة المتحدة في مؤتمر بوتسدام.
خلال الحرب العالمية الثانية، كان جيش التحرير الكوري يجهز هجومًا ضد القوات الإمبراطورية اليابانية في كوريا بالتعاون مع مكتب الخدمات الاستراتيجية الأمريكي. تحقق هدف الحكومة مع الاستسلام الياباني في 2 سبتمبر 1945. بكل الأحوال هاجم الاتحاد السوفيتي بسرعة القوات اليابانية للحصول على الجزء الشمالي من شبه الجزيرة الكورية وجعل هذا القرار الولايات المتحدة تستخدم القنبلة الذرية في قصف هيروشيما وناغازاكي في سبيل الحصول على الاستسلام المبكر من الإمبراطورية اليابانية وعرقلة محاولات الاتحاد السوفيتي لوضع نفوذ قوي على شبه جزيرة كوريا. في 15 أغسطس 1945، انهارت الإمبراطورية اليابانية وحصلت كوريا أخيرًا على شبه الجزيرة الكورية. أُكّد هذا الاستقلال عبر معاهدة سان فرانسسكو.

### بعد تحرير كوريا
بعد نهاية الحرب العالمية الثانية، ركزت كل من الولايات المتحدة والاتحاد السوفيتي قواتهما في شبه الجزيرة الكورية. حصل الاتحاد السوفيتي مسبقًا على الجزء الشمالي من شبه الجزيرة الكورية وهاجم الإمبراطورية اليابانية وأسس الإدارة السوفيتية المدنية بعد الحرب العالمية الثانية. بشكل مشابه، أسست الولايات المتحدة حكومة الجيش العسكري للولايات المتحدة في الجزء الجنوبي لشبه الجزيرة الكورية بعد نهاية الحرب.
لم يقبل معظم الأعضاء الرائدين في الحكومة الكورية المؤقتة أنظمة الوصاية هذه على شبه الجزيرة الكورية. بشكل عام، كان ممثل اليسار السياسي هو سياسي يساري يدعى ليوه وون هيونغ، وكان ممثل اليمين السياسي هو سياسي يميني يدعى كيم كيو سيك. كانا يحملان أفكارًا مختلفة لكن كلاهما لم يقبل بنظام الوصاية وصنعا حركة تعاون بين اليمين واليسار.
بكل الأحوال، أعلن الرئيس الأمريكي هاري ترومان عن مبدأ ترومان في مارس 1947. سرّع هذا المبدأ عجلة الحرب الباردة وأثر على شبه الجزيرة الكورية.

## التشكيل
في 21 يناير 1919، ظهرت شائعات أن الإمبراطور الكوري غوجنغ قد سُمم من قِبل العائلة الإمبراطورية اليابانية. بلغت هذه الإشاعات أوجها بمظاهرة وقعت في جنازة الإمبراطور في 1 مارس. من بين 20 مليون من الكوريين الموجودين، شارك 3.1 مليون شخص في المظاهرة. كانت هناك 7,500 حالة وفاة، و16,000 إصابة، و46,000 حالة اعتقال. شملت الاحتجاجات، التي بدأت في مارس واستمرت حتى مايو، 33 شخصًا وقّعوا إعلان الاستقلال، لكنهم احُتجزوا من قِبل الشرطة اليابانية في الواقع.
نمت شعبية حركة الاستقلال بسرعة محليًا وفي الخارج. بعد حملة 1 مارس 1919، وُضعت خطة في الداخل والخارج لمواصلة توسع حركة الاستقلال. بكل الأحوال، كان البعض مترددًا بشأن خضوعهم للقوى المحتلة. في ذلك الوقت، تجمع العديد من الناشطين المستقلين في شنغهاي. ناقش أولئك الذين أنشؤوا مكاتب مؤقتة مستقلة مرارًا سبل إيجاد ثغرات جديدة في حركة الاستقلال. أولًا، طُورت نظرية الحكومة المؤقتة، وقِيل بشكل عام إنه من المفروض تنظيم الحكومة في المنفى ضد إدارة الحاكم تشوسون. ومع ذلك، قِيل إن الحزب لم يكن مجهزًا كفاية لتشكيل حكومة. كانت شنغهاي محور التنقل وأيضًا مركزًا لحكومة غواغدونغ التي يقودها وو يوان. إضافة إلى ذلك، كان لديهم مندوبون من فرنسا وبريطانيا وألمانيا والولايات المتحدة سمحوا لهم بأن يفلتوا من النفوذ الياباني. لهذا السبب توافدت حكومات الاستقلال إلى شنغهاي.
أصبحت حركات التحرر في شنغهاي عدوانية أكثر في صيف عام 1919. اجتمع سيو بيونغ هو وسونغ هيونغ تشو ودونغ هو تشو وبارك تشان إيك وسون وو هيوك مع حكومات من كوريا ومنشوريا والمقاطعة البحرية الروسية والأمريكتين. وفرت حكومات شنغهاي المستقلة أماكن إقامة للأفراد من خارج البلاد، تركزت على المستوطنة الفرنسية، وتنظيم تجمعات اجتماعية للكوريين لإنشاء شبكة وثيقة. في هذا الوقت تقريبًا، وصلت الحكومات الفرعية المستقلة التي تحظى باحترام كبير في مانشو والمقاطعات البحرية، مثل دونغ ينغ ولي وشيم وكيم دونغسام وشين تشاي هو وتشو سونغ هوان وتشاوسانغ، إلى شنغهاي وأُرسلت إلى كوريا.